# سامسونج جالكسي إيه 23
سامسونج جالكسي أي 23 (بالإنجليزية: Samsung Galaxy A23)‏ هو هاتف ذكي يعمل بنظام أندرويد صُمم وطُور وسُوِّق بواسطة إلكترونيات سامسونج. أُعلن عن هذا الهاتف في 4 مارس 2022، وهو جزء من سلسلة سامسونج جالكسي أي التي بدأت في 2014.